# Montsec de Rúbies
El Montsec de Rúbies, també conegut històricament com a Montsec de Meià, es troba al sector est de la Serra del Montsec, entre el congost dels Terradets (Noguera Pallaresa) i els conglomerats eocènics de la Serra de Comiols. Ocupa uns 13,5 km de llarg per 5 d'ample, amb una altitud de 1.300 a 1.676 m. alt. a la carena principal, i 330 m. alt. al Pas dels Terradets (extrem de ponent), i 920 m. a la Roca dels Arcs i Pas Nou (extrem de llevant). Separa l'est de la Conca de Tremp (Pallars Jussà) de la conca de Meià (Noguera). El seu cim més alt és el Tossal de les Torretes, de 1.676 m. alt. En aquest cim, s'hi pot trobar un vèrtex geodèsic (referència 260095001).

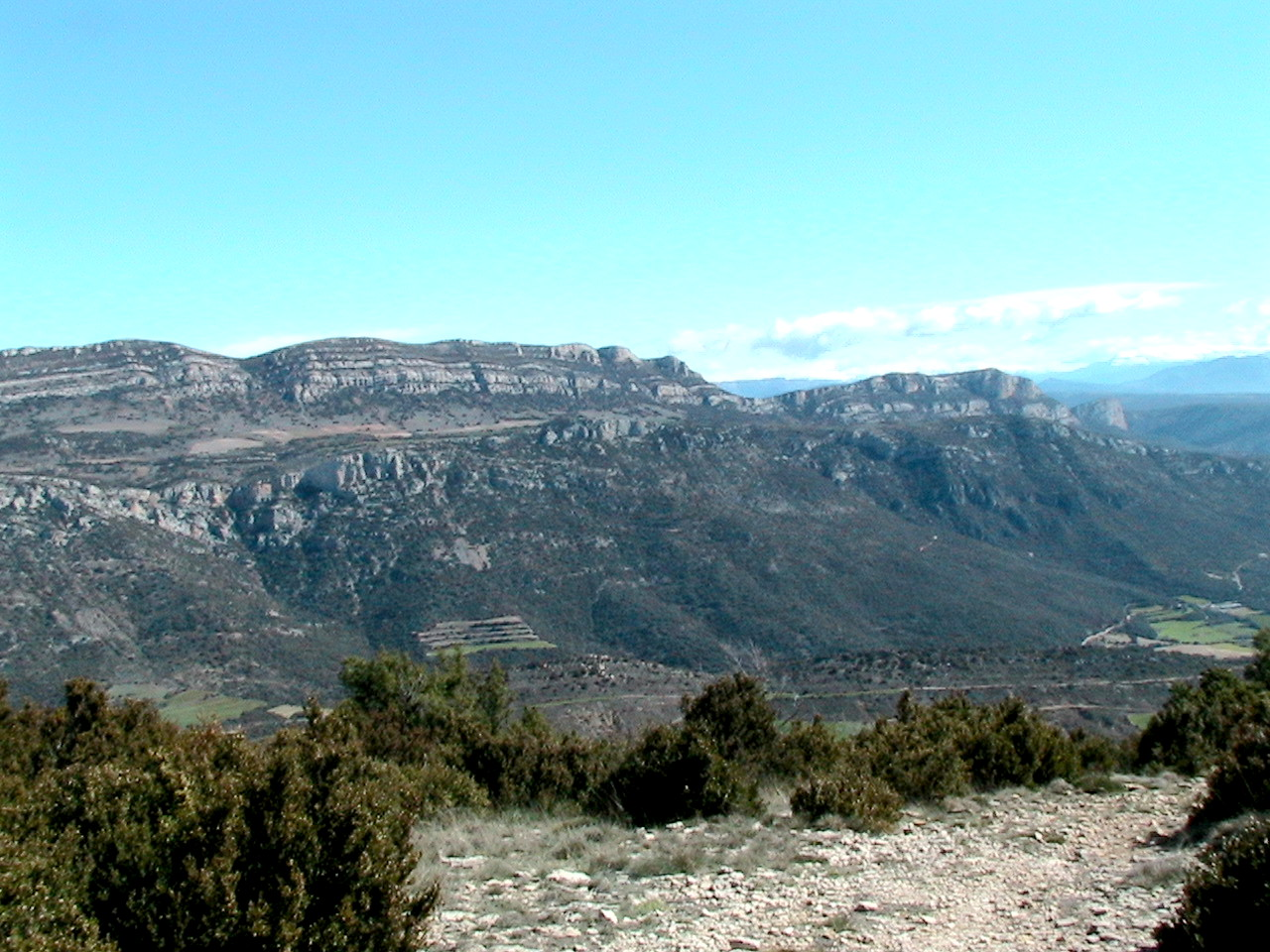
El Montsec de Rúbies des de Sant Mamet

El caràcter eurosiberià-submediterrani de la zona possibilita una biodiversitat rica, tant en flora com en fauna. L'àrea del Montsec de Rúbies, en el vessant sud, és una zona d'importants jaciments paleontològics, com els que es troben a la pedrera de Meià o a la Cabroa. També és una zona força rocosa, ideal per a practicar escalada i espeleologia, amb indrets únics com el forat del Buli.
Al vessant nord, menys càlid i àrid, hi dominen les brolles, que representen la part més important de les plantes aromàtiques mediterrànies. Zones com la vall de Barcedana, Llimiana i Bonrepòs, són espais de gran bellesa ubicats en el vessant nord del Montsec de Rúbies.
Pertany bàsicament a dos termes municipals pel costat del Pallars Jussà: Gavet de la Conca, més a llevant, i el ja esmentat Llimiana, més a ponent, i a dos més pel de la Noguera: Vilanova de Meià i Camarasa. Aquest darrer, en el seu enclavament de Rúbies, antigament pertanyent a l'extint terme municipal de Fontllonga, que és el que dona nom a aquest Montsec, per distingir-lo del de ponent de la Noguera Pallaresa, anomenat Montsec d'Ares.